# Волента (Техас)
Волента (англ. Volente) — селище (англ. village) в США, в окрузі Тревіс штату Техас. Населення — 561 особа (2020).

## Географія
Волента розташована за координатами 30°26′43″ пн. ш. 97°54′28″ зх. д. / 30.44528° пн. ш. 97.90778° зх. д. (30.445302, -97.907884).  За даними Бюро перепису населення США в 2010 році селище мало площу 5,46 км², уся площа — суходіл.

## Демографія
Згідно з переписом 2010 року, у селищі мешкало 520 осіб у 242 домогосподарствах у складі 145 родин. Густота населення становила 95 осіб/км².  Було 296 помешкань (54/км²).
Расовий склад населення:
| - 91,7 % — білих - 3,7 % — азіатів - 0,8 % — чорних або афроамериканців - 0,2 % — корінних американців - 1,5 % — осіб інших рас |

До двох чи більше рас належало 2,1 %. Частка іспаномовних становила 7,9 % від усіх жителів.
За віковим діапазоном населення розподілялося таким чином: 17,7 % — особи молодші 18 років, 70,4 % — особи у віці 18—64 років, 11,9 % — особи у віці 65 років та старші. Медіана віку мешканця становила 48,5 року. На 100 осіб жіночої статі у селищі припадало 122,2 чоловіків;  на 100 жінок у віці від 18 років та старших — 121,8 чоловіків також старших 18 років.
Середній дохід на одне домашнє господарство  становив 171 376 доларів США (медіана — 111 250), а середній дохід на одну сім'ю — 223 652 долари (медіана — 167 574). За межею бідності перебувало 10,5 % осіб, у тому числі 20,0 % дітей у віці до 18 років та 8,3 % осіб у віці 65 років та старших.
Цивільне працевлаштоване населення становило 359 осіб. Основні галузі зайнятості: науковці, спеціалісти, менеджери — 19,8 %, роздрібна торгівля — 18,4 %, оптова торгівля — 10,6 %, виробництво — 10,6 %.